# 井蛙抄
『井蛙抄』（せいあしょう）は、頓阿が著した歌論書。写本によっては『水蛙眼目』とも呼ばれる。二条家において最も重視されたものの一つ。1360年〜1364年頃に成立。

## 構成
全六巻。

### 巻一 風体の事
藤原公任による『新撰髄脳』、源俊頼による『俊頼口伝』、『古来風体抄』、藤原定家による『詠歌大概』『近代秀歌』『毎月抄』、順徳院による『八雲御抄』などの歌論書や、多数の歌合判詞（歌合における判定の詞）などを引用し、さまざまな歌論を紹介している。

### 巻二本歌取の事
本歌との対比の列挙。

### 巻三 制の詞の事
歌語として使うべきでないといましめられた語。
「あるひは優美ならざるにより、あるひは義理のたがひたるより、あるひは詞のあしきにはあらねども、時俗のきほひ（当世の風俗の勢い）よむによりてとどめられたるあり」。

### 巻四 同名の名所
同名の地名が詠まれた歌の一覧。

### 巻五 同類の事
類似の歌の異同など。

### 巻六 雑談
すでに死去した宗匠らからの伝聞、西行など歌人らの逸話などを集めたもの。『水蛙眼目(すいあがんもく)』。